# Payares

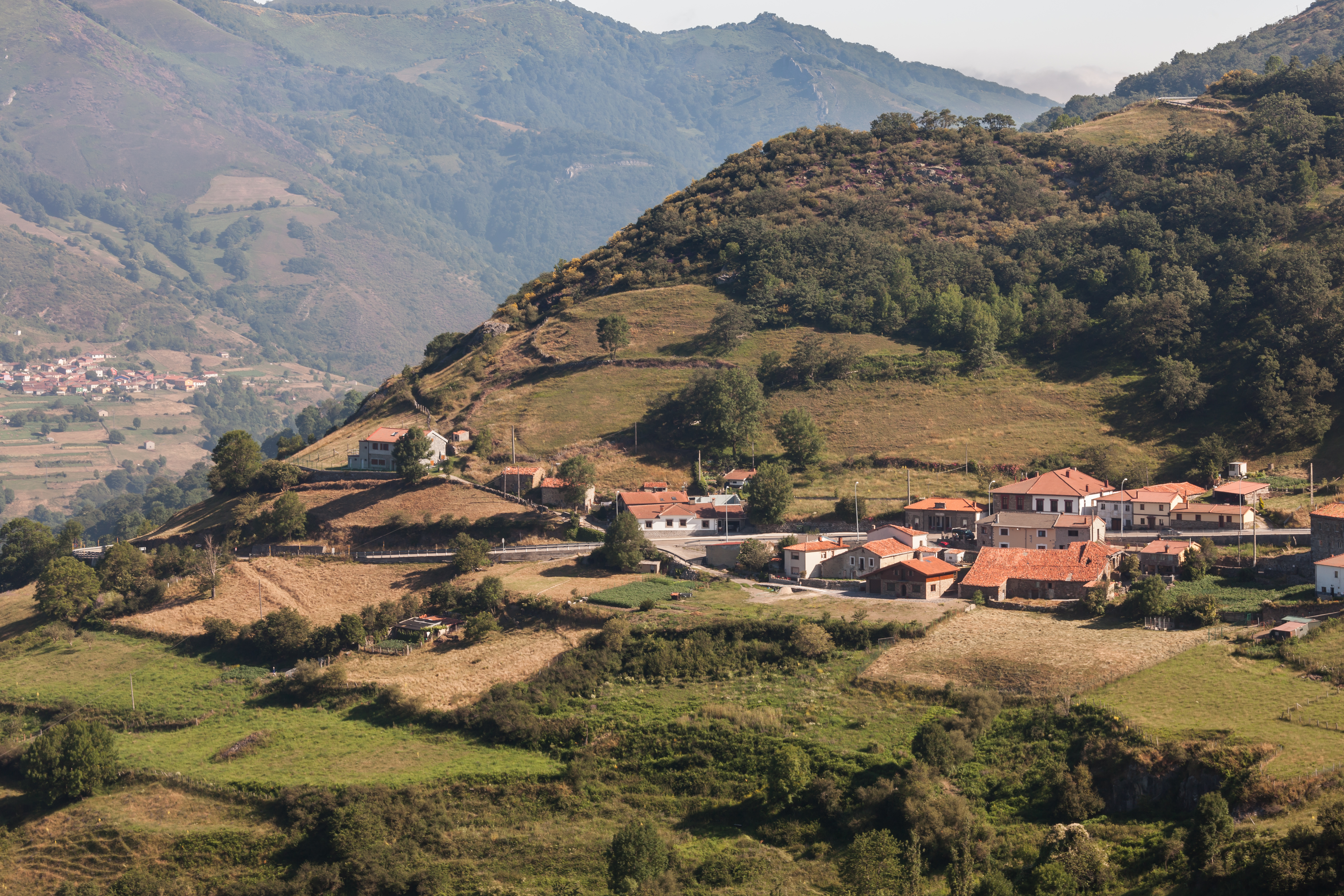
La cordillère Cantabrique et le village de Pajares, en 2014.

Payares (en espagnol Pajares) est un village et paroisse du concejo asturien de Lena (Espagne).

## Situation
Situé sur la pente des montagnes de la Cordillère Cantabrique à une altitude de 970 mètres. Il donne nom à la vallée où il se trouve, à la rivière qu'elle traverse, et au col de montagne, le Col de Payares (1 379 mètres), lequel fut la principale voie de communication entre les Asturies et le reste de l'Espagne pendant beaucoup de temps.

## Population
Dans la paroisse, de 43,62 km2, habitent un total de 147 personnes.
Selon le noménclator de 2008, la paroisse comporte les villages suivants :
- El Brañiḷḷín (zone touristique), 6 habitants.
- La Campa, 9 habitants.
- Floracebos, 7 habitants.
- La Malvea, inhabité.
- El Nocíu, 1 habitant.
- Payares (village), 117 habitants.
- La Estación, inhabité.
- La Pedrosa, 4 habitants.
- Santa Marina, 1 habitant.
- Viḷḷar, 3 habitants.

Le village de Payares est divisé dans les quartiers de Pría, El Conventu, El Ḷḷugar, La Vecera, La Campa y La Pedrosa.
Autres entités de population mineures:
- La Casa Tibigracias
- El Paraor
- Polación
- El Ruḷḷu
- La Triema
- L’Umbriiḷḷu